# English Electric Part One
English Electric Part One (2012) è il settimo album studio del gruppo progressive rock britannico Big Big Train.

## Tracce
1. The First Rebreather – 8:30
2. Uncle Jack – 3:44
3. Winchester From St Giles' Hill – 7:16
4. Judas Unrepentant – 7:17
5. Summoned By Bells – 9:17
6. Upton Heath – 5:39
7. A Boy In Darkness – 8:03
8. Hedgerow – 8:57

## Formazione
- David Longdon –  voce , flauto, vibrafono, tamburello, banjo, fisarmonica, melodica, tastiera, chitarra acustica, mandolino
- Andy Poole –  tastiera, chitarra acustica, mandolino, cori
- Gregory Spawton –  basso elettrico, chitarra elettrica, slow moog, cori, mandolino, chitarra acustica, tastiera
- Dave Gregory – chitarra elettrica, voce, banjo, mellotron
- Nick D'Virgilio –  batteria, cori
- Danny Manners – pianoforte, contrabasso
- Abigail Trundle - violoncello
- Andy Tillison - organo, Moog, tastiera
- Ben Godfrey - corno, tromba, trombino
- Daniel Steinhardt - chitarra elettrica
- Dave Desmond - trombone
- Eleanor Gilchrist - violino
- Geraldine Berreen - violino
- Jan Jaap Langereis - registratore
- Jon Truscott - tuba
- John Storey - euphonium, trombone
- Lily Adams - cori
- Martin Orford - cori
- Rachel Hall - violino
- Sue Bowran - violino
- Teresa Whipple - viola
- Verity Joy - cori
- Violet Adams - cori